# Тула-Руд
Тула-Руд (перс. طولارود) — дегестан в Ірані, в Центральному бахші, в шагрестані Талеш остану Ґілян. За даними перепису 2006 року, його населення становило 19061 особу, які проживали у складі 4280 сімей.

## Населені пункти
До складу дегестану входять такі населені пункти:
- Анбара-Пошт
- Ануш-Махале
- Арбасар
- Асб-Сара
- Барзаґару
- Вазне-Сар
- Дагане-Сіях-Дарун
- Деразлу
- Джуландан
- Кале-Дешт
- Канде-Сара
- Кішавіше-Алія
- Кішавіше-Софлі
- Ляльке-Поште
- Міянкух
- Нік-Карі
- Палуте
- Постан-Сар
- Рік
- Сиун-Сар
- Сіяхуні
- Сурапошт
- Тазеабад
- Такіабад
- Таршабур
- Тула-Руд-е-Бала
- Тула-Руд-е-Паїн
- Уле-Карі-є-Тула-Руд
- Хаймар
- Халіфе-Ґарі
- Харе-Шундешт
- Хаян
- Хенде-Ґаран
- Чале-Хуні
- Шах-Расул